# Dorota Deląg
Dorota Deląg (ur. 7 sierpnia 1972 w Krakowie) – polska aktorka i prezenterka telewizyjna.

## Życiorys
W młodości trenowała modern jazz u Jacka Tomasika, a w późniejszych latach dorabiała, ucząc podstaw tańca. W 1999 ukończyła studia na Wydziale Aktorskim we Wrocławiu Akademii Sztuk Teatralnych im. Stanisława Wyspiańskiego w Krakowie. Jeszcze w czasie studiów zadebiutowała na ekranie, występując w serialach Życie jak poker i Sukces. Wraz z Jarosławem Kulczyckim prowadziła teleturniej Znaki zodiaku na antenie TVP2.
Ogólnopolską rozpoznawalność przyniosły jej role w serialach TVN Camera Café (2004) i 39 i pół (2008–2009). W 2009 wystąpiła w teledysku do piosenki „Radio Song” (2009) zespołu Afromental oraz uczestniczyła w dziewiątej edycji programu rozrywkowego TVN Taniec z gwiazdami. Prowadziła talk-show TVN Między kuchnią a salonem oraz autorski program Spotkania Doroty dla TVN Warszawa.
Jest młodszą siostrą aktora Pawła Deląga. W 2013 urodziła córkę Sarah.

## Spektakle teatralne
PWST we Wrocławiu
- 1998 – Żywot Józefa jako Smółka / Panna (reżyseria Krzesisława Dubielówna, Andrzej Hrydzewicz)
- 1999 – Tango jako Eleonora (reż. Jerzy Schejbal)

Kino-Teatr „Bajka” w Warszawie
- 2005 – Goło i wesoło jako Wanda (reż. Arkadiusz Jakubik)

## Filmografia
- 1997 – Lata i dni (serial) jako Julia
- 1998–1999 – Życie jak poker (serial) jako Patrycja Okońska
- 2000 – Sukces (serial) jako Tekla Skarbek
- 2003 – Miodowe lata (serial) jako Irena Sokół, instruktorka na kursie prawa jazdy
- 2004 – Camera Café (serial) jako Karolina
- 2005 – Niania (serial) jako Iza, koleżanka Karoliny
- 2005 – Pensjonat pod Różą (serial) jako Joanna Piotrowska
- 2006 – U fryzjera (serial) jako dziennikarka tv
- 2007 – Odwróceni (serial) jako pracownica biura podróży
- 2008, 2009 – 39 i pół (serial) jako Katarzyna Cichocka, partnerka Darka i Patryka (syna Darka)
- 2009 – Demakijaż, nowela Non stop kolor (film) jako Monia, przyjaciółka „Muzy”
- 2010 – Ojciec Mateusz (serial) gościnnie jako Bogna Werner
- 2011 – Rezydencja (serial) jako farmaceutka
- 2015 – Na dobre i na złe (serial) jako Agnieszka Ziętarska
- 2016 – Planeta singli (film) jako Gertruda

## Programy telewizyjne z udziałem Doroty Deląg
- Jazda kulturalna (współprowadząca)
- 2003 – Jak łyse konie
- 2003 – KOT, czyli Ktoś Ogromnie Tajemniczy
- 2004 – Narodowy test inteligencji
- 2005 – Ciao Darwin
- 2010–2011 – Między kuchnią a salonem
- 2017 – Poranek Doroty